# Antonio G. Iturbe
Antonio González Iturbe (* 7. března 1967 Zaragoza) je španělský novinář, spisovatel a profesor, držitel ceny Biblioteca Breve za rok 2017. Zakladatel a ředitel kulturního časopisu Librújula a přispěvatel do přílohy Cultura/s deníku La Vanguardia. V České republice je znám hlavně jeho román Osvětimská knihovnice inspirovaný životem Dity Krausové.

## Život
Narodil se v Zaragoze, ale jeho rodina se přestěhovala do Barcelony, kde vyrůstal v přístavní čtvrti Barceloneta. Studoval informační vědy na Autonomní univerzitě v Barceloně, kde v roce 1991 promoval. Studium kombinoval s různými zaměstnáními: parkovací asistent, pekař, vymahač účtů. Jeho prvním novinářským zaměstnáním byla práce v místní barcelonské televizní show Televisió de Ciutat Vella, kde pracoval jako reportér. Po promoci pracoval krátkodobě v různých médiích a v roce 1993 se připojil k redakčnímu týmu televizní přílohy El Periódico. Později byl redaktorem filmového časopisu Fantastic Magazine a v roce 1996 se připojil k redakci knižního časopisu Qué Leer, kde zastával funkci šéfredaktora, zástupce šéfredaktora a v letech 2008 až 2015 ředitele. Během těchto let spolupracoval mimo jiné s časopisem Fotogramas, s rozhlasovými stanicemi Onda Cero, Ona Catalana, ICat FM nebo Cadena Cope de Bilbao a s kulturními přílohami novin jako La Vanguardia, Heraldo de Aragón nebo Avui.
V roce 2004 vydal svůj první román Pokřivené přímky (ve španělském originále Rectos torcidos). Humoristický román, ve kterém hlavní hrdina, obyvatel Barcelonety, se pustí do unikátního podnikání: přeměňuje Dona Quijota a další klasiky světové literatury na ruličky od toaletního papíru, které si může číst na jediném místě, kde má pět minut klidu a míru denně. Uprostřed ekonomické euforie zde ostře kritizoval přeměnu Barcelony na zábavní park cestovního ruchu.
V roce 2008 vydal první titul z dětské série Případy inspektora Cita (Los casos del inspector Cito), kterou ilustroval Álex Omist. Série byla přeložena do řady cizích jazyků. V roce 2008 vydal také svůj druhý román Dny soli (Días de sal). Děj se opět odehrává v ulicích Barcelonety, ale tentokrát v introspektivním tónu. Vypráví příběh reklamního manažera, jehož oslnivý život se přes noc hroutí a končí zpět na místě, které opustil bez úmyslu se vrátit: v úzkých uličkách přístavní čtvrti Barcelony.
V roce 2012 vydal svůj třetí román Osvětimská knihovnice (La bibliotecaria de Auschwitz), inspirovaný životem Dity Krausové, přeživší Osvětimi, která ve 14 letech vedla tajnou knihovnu v kasárnách BIIb. Román byl přeložen do 33 jazyků, v češtině vyšel v roce 2013 v nakladatelství Akropolis.
V roce 2014 přichází s novou sérii dětských knih pod názvem Ostrov Susú (La isla de Susú), která se skládá ze čtyř titulů a byla přeložena do několika jazyků. Hlavní hrdinkou je zvědavá dívka na ostrově, kde se neustále dějí mimořádné věci. V roce 2017 získal cenu Biblioteca Breve za svůj nejnovější román Pod širým nebem (A cielo abierto), který pojednává o autorovi Malého prince Antoinovi de Saint-Exupérym. Román byl přeložen do deseti jazyků. V červnu 2021 vydal román Nekonečná pláž (La playa infinita), ve kterém se hlavní hrdina o mnoho let později vrací do přístavní čtvrti Barcelony, kde vyrůstal a hledá své místo ve světě. V roce 2022 vyšel román pro mládež s názvem Poručík Farah: Zahrada lží (La teniente Farah: el jardín de las mentiras) a v roce 2024 jeho pokračování s názvem Za hranicí možností (Más allá del límite). V roce 2024 vydal román Hudba v temnotě (Música en la oscuridad).
Antonio G. Iturbe působil jako profesor kulturní komunikace v rámci oficiálního magisterského programu specializované komunikace na Barcelonské univerzitě. V současné době je profesorem magisterského programu publicistiky na Autonomní univerzitě v Madridu. Jako profesor hostoval rovněž na fakultách žurnalistiky Univerzity Blanquerna, Otevřené univerzity Katalánska a Univerzity Abad Oliva CEU.
Působil rovněž ve výběrové komisi barcelonských knihoven a jako prezident Asociace kulturních novinářů Katalánska. Spolupracoval s literárními časopisy, jako například Mirlo (2024).

## Dílo

### Dětská literatura
Případy inspektora Cita a Chin Mi Eda
- Velmi užitečný pomocník, 2008
- Případ pohřešované mumie, 2008
- Noční návštěvník, 2009
- Den na dostizích, 2009
- Těsné volání, 2010
- Záhada na mistrovství světa ve fotbale 2010
- Nový rok v Číně, 2011
- Intriky v továrně na deštníky, 2011
- Velmi magnetická záhada, 2012
- Strašidelný zážitek (zvláštní záhada) 2012
- Zahrada na dně moře, 2014
- Ticho, jedeme!, 2014
- Turisté přicházejí, 2015

Ostrov Susú
- Zahrada na dně moře
- Ticho, jedeme!
- Tady jdou turisté!
- Tajemství ve vzduchu, 2015

Literatura pro mládež
- Poručík Farah, 2022
- Za hranicí, 2024

### Romány
- Pokřivené přímky, 2005
- Dny soli, 2008
- Osvětimská knihovnice, 2012
- Otevřené nebe, 2017
- Nekonečná pláž, 2021
- Hudba ve tmě, 2024

### Eseje
- Vyprávění z El Greca, 2014 (spoluautor)
- 50 literárních momentů, 2017

## Ocenění
- Cena Troa 2013
- Cena japonských čtenářů Booklog 2017
- Cena Sydney Taylor Book Award 2017
- Cena Biblioteca Breve 2017
- Cena Red Dot Book Award 2018–2019 v kategorii Dospělí čtenáři